# Лаваль, Оладимеджи
Мохаммед Оладимеджи Лаваль (англ. Mohammed Oladimeji Lawal; род. 24 июля 1971, Нигерия) — нигерийский футболист, полузащитник.

## Карьера

### Клубная карьера
Во взрослом футболе дебютировал в 1988 году в составе клуба «Бридж», где провёл один сезон. В 1989 году перешёл в испанский клуб «Реал Мадрид Кастилья», приняв участие в 24 матчах.
В 1991 году вернулся в Нигерию и начал играть за клуб «Шутинг Старз». В 1993 году Лаваль присоединился к бельгийскому клубу «Кортрейк» на один сезон.
Завершил карьеру футболиста в 1994 году в составе южноафриканского клуба «Хелленик», за который играл менее одного сезона.

### Карьера в сборной
Лаваль выступал за Нигерию на чемпионате мира среди юношеских команд 1987 года в Канаде и на молодёжном чемпионате мира 1989 года в Саудовской Аравии.
Лаваль принял участие в трёх матчах в основном составе сборной Нигерии, забив гол в ворота сборной Того на отборочном этапе Кубка африканских наций 1992.